# Guillermo Mann
Base Dr. Guillermo Mann – letnia stacja polarna należąca do Chile, położona na przylądku Shirreff na Półwyspie Jana Pawła II na Wyspie Livingstona, w archipelagu Szetlandów Południowych.

## Historia

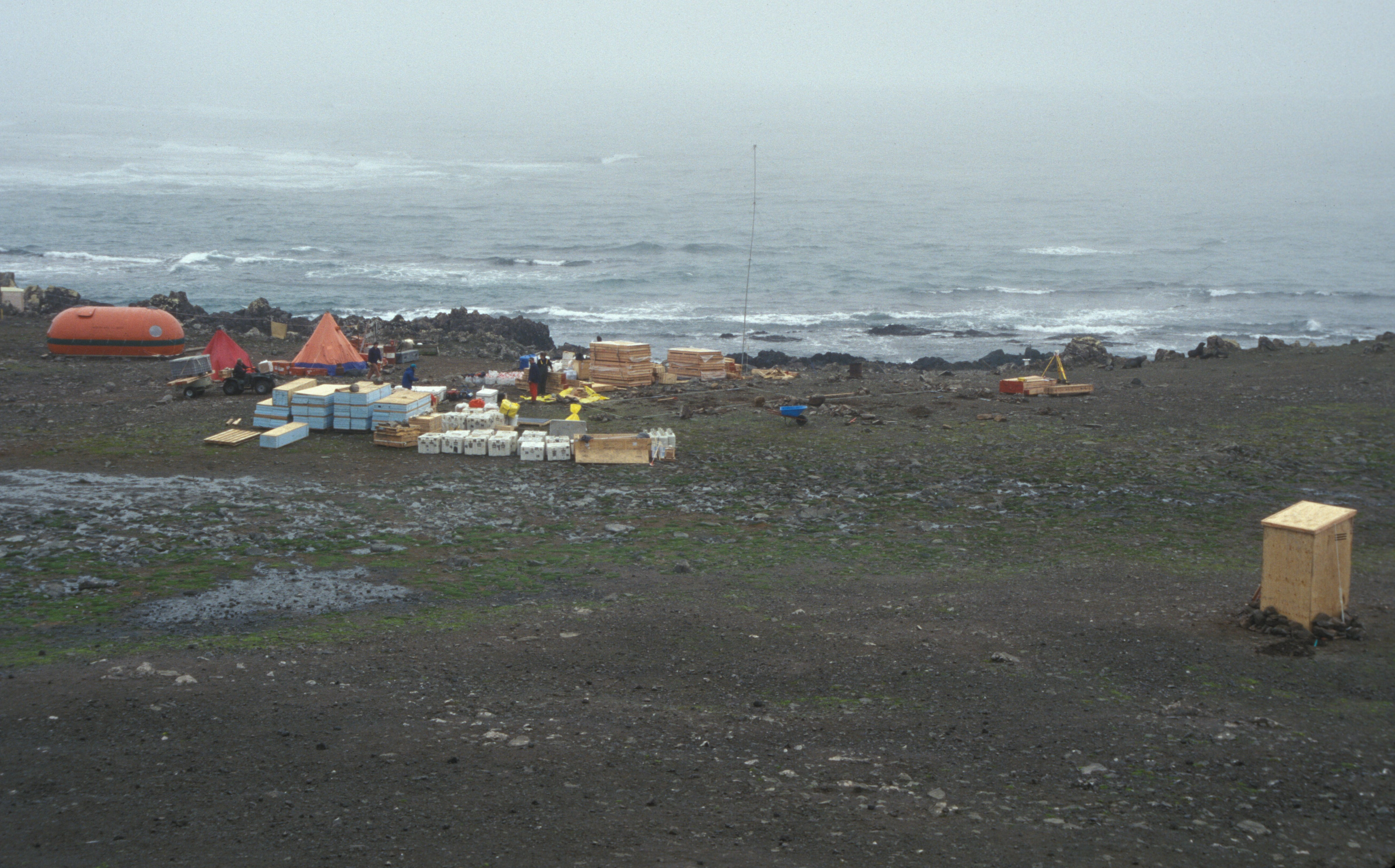
Budowa amerykańskiej bazy terenowej na przylądku Shirreff

Stacja została założona w 1991 roku, w lecie 1996-97 w jej pobliżu powstały trzy budynki amerykańskie. Stacja znajduje się w pobliżu miejsca zatonięcia w 1819 r. hiszpańskiego statku San Telmo. Patronem stacji jest chilijski przyrodnik Guillermo Mann z Uniwersytetu Chile. Nie należy mylić jej z opuszczonym chilijskim schronieniem na Półwyspie Antarktycznym, mającym tego samego patrona.

## Działalność
W stacji prowadzone są badania biologiczne, głównie zoologiczne. Stację obejmuje Szczególnie Chroniony Obszar Antarktyki nr 149 (Cape Shirreff) o powierzchni 3,47 km². Chroni on lokalną faunę i florę, w tym kolonie lęgowe uchatek antarktycznych i słoni morskich. Dziesięć gatunków ptaków morskich gnieździ się w tym obszarze, w tym pingwin maskowy i pingwin białobrewy. Florę reprezentują mchy, porosty i śmiałek antarktyczny.